# Accident d'Uber

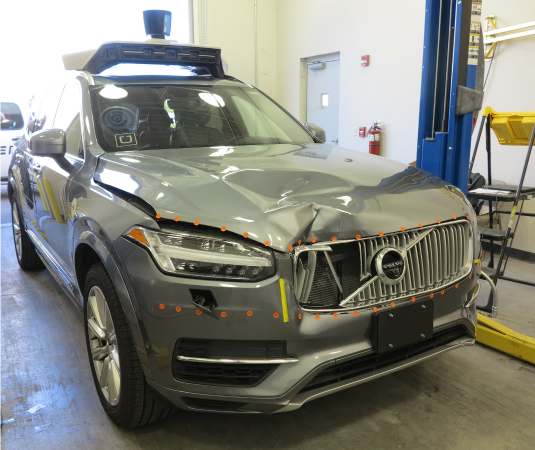
Imatge del cotxe després de l'accident.

L'1 de març del 2018, un cotxe autònom desenvolupat per Uber va col·lidir i matar una dona de 49 anys, Elaine Herzberg, que travessava l'autopista en meitat de la nit a Tempe, Arizona. Aquest fet va iniciar un fort escàndol i va provocar l'aparició de molts interrogants respecte a la companyia i l'ús dels automòbils autònoms. El cotxe estava en fase de proves. El model (Volvo XC90) disposa de 10 càmeres frontals i laterals, radars, sensors de navegació i ordinadors. Podia circular per la carretera amb la condició que una persona humana sempre estigués present i supervisés la conducció, estant preparat per intervenir en cas que fos necessari. En aquest cas, el cotxe va alertar de la necessitat d'una frenada tan sols 1,3 segons abans de l'impacte. El conductor va agafar el volant menys d'un segon abans del xoc, però no va frenar fins un segon després de la col·lisió.
Abans de l'accident fatal, s'havien produït dos altres incidents importants, però ambdós havien estat causats per error humà, no pel vehicle. Per tant, l'accident d'Uber o Uber Crush representa la primera i única mort registrada amb un vehicle autònom de nivell 3, el que estableix un precedent indiscutible per al desenvolupament de futurs vehicles autònoms i posa sobre la taula moltes preguntes com per exemple si realment estem preparats per aquest tipus de tecnologia. Un altre debat important: de qui va ser la culpa? Del cotxe autònom, del conductor supervisor, del creador del vehicle, de la víctima...? Segons Uber i d'acord amb l'informe preliminar, el conductor ha d'intervenir davant una fallada del sistema i és responsable de reaccionar als missatges que apareixen a la consola.